# Inquisitor vividus
Inquisitor vividus is een slakkensoort uit de familie van de Pseudomelatomidae. De wetenschappelijke naam van de soort is voor het eerst geldig gepubliceerd in 2010 door Li B.Q., Kilburn & Li X.Z..